# Франция на «Детском Евровидении — 2004»
Франция участвовала в «Детском Евровидении — 2004», проходившем в Лиллехаммере, Норвегия, 20 ноября 2004 года. На конкурсе страну представил Томас с песней «Si on voulait bien», выступивший шестым. Он занял шестое место, набрав 78 баллов. Это было первое и единственное участие Франции на «Детском Евровидении» до 2018 года: в 2005 году вещатель отказался от участия из-за реструктуризации телеканала, низких рейтингов и отсутствия интереса в участии.

## До «Детского Евровидения»

### Выбор участника
Шоу было разделено на две части. В первом шоу 11 финалистов спели песню по своему выбору. Трое из них были отобраны для прохождения во второй тур, где они также исполнили песню по своему выбору, но уже а капелла. В обоих шоу исход решала комбинация голосов от телезрителей (50%) и жюри (50%).
| Eurovision Junior 2004 – La sélection — 20 сентября 2004 (первый тур) | Eurovision Junior 2004 – La sélection — 20 сентября 2004 (первый тур) | Eurovision Junior 2004 – La sélection — 20 сентября 2004 (первый тур) | Eurovision Junior 2004 – La sélection — 20 сентября 2004 (первый тур) |
| №                                                                     | Артист                                                                | Песня                                                                 | Оригинальный исполнитель                                              |
| --------------------------------------------------------------------- | --------------------------------------------------------------------- | --------------------------------------------------------------------- | --------------------------------------------------------------------- |
| 01                                                                    | Синди                                                                 | «Rue de la paix»                                                      | Зази                                                                  |
| 02                                                                    | Йорис                                                                 | «J'irais au bout de mes rêves»                                        | Жан-Жак Гольдман                                                      |
| 03                                                                    | Люси                                                                  | «Mon manège à moi»                                                    | Эдит Пиаф                                                             |
| 04                                                                    | Джуллиан и Марин                                                      | «J'ai demandé à la lune»                                              | Indochine                                                             |
| 05                                                                    | Жюльен                                                                | «Suzette»                                                             | Дани Брийан                                                           |
| 06                                                                    | Les J.A.M.M.E.                                                        | «Fan»                                                                 | Паскаль Обиспо                                                        |
| 07                                                                    | Джули                                                                 | «Il y a trop de gens qui t'aiment»                                    | Элен Сегара                                                           |
| 08                                                                    | Тиффани                                                               | «La gadoue»                                                           | Петула Кларк                                                          |
| 09                                                                    | Томас                                                                 | «Un autre monde»                                                      | Téléphone                                                             |
| 10                                                                    | Аксель                                                                | «Le monde est stone»                                                  | Фабьенн Тибо                                                          |
| 11                                                                    | Марион и Джулия                                                       | «Les brunes comptent pas pour des prunes»                             | Лио                                                                   |

| Eurovision Junior 2004 – La sélection — 20 сентября 2004 (второй тур) | Eurovision Junior 2004 – La sélection — 20 сентября 2004 (второй тур) | Eurovision Junior 2004 – La sélection — 20 сентября 2004 (второй тур) | Eurovision Junior 2004 – La sélection — 20 сентября 2004 (второй тур) |
| №                                                                     | Артист                                                                | Песня                                                                 | Оригинальный исполнитель                                              |
| --------------------------------------------------------------------- | --------------------------------------------------------------------- | --------------------------------------------------------------------- | --------------------------------------------------------------------- |
| 01                                                                    | Томас                                                                 | «Amsterdam»                                                           | Жак Брель                                                             |
| 02                                                                    | Джули                                                                 | «Mrs Jones»                                                           | Элен Сегара                                                           |
| 03                                                                    | Аксель                                                                | «L'hymne à l'amour»                                                   | Эдит Пиаф                                                             |

### Песня
Песня Томаса «Si on voulait bien» для «Детского Евровидения — 2004» была представлена 7 октября 2004 года.

## На «Детском Евровидении»
Финал конкурса транслировал телеканал France 3, комментатором которого были Эльза Файер и Бруно Берберес, а результаты голосования от Франции объявляла Габриэль. Томас выступил под пятым номером после Норвегии и перед Северной Македонией, и занял шестое место, набрав 78 баллов.

## Голосование[7]
| Баллы     | Страна                                     |
| --------- | ------------------------------------------ |
| 12 баллов |                                            |
| 10 баллов |                                            |
| 8 баллов  | Бельгия Испания                            |
| 7 баллов  | Латвия                                     |
| 6 баллов  | Белоруссия Дания Греция Швейцария          |
| 5 баллов  | Нидерланды                                 |
| 4 балла   | Кипр Польша Хорватия Швеция                |
| 3 балла   | Румыния                                    |
| 2 балла   | Великобритания Норвегия Северная Македония |
| 1 балл    | Мальта                                     |

| Баллы     | Страна             |
| --------- | ------------------ |
| 12 баллов | Испания            |
| 10 баллов | Румыния            |
| 8 баллов  | Хорватия           |
| 7 баллов  | Бельгия            |
| 6 баллов  | Великобритания     |
| 5 баллов  | Дания              |
| 4 балла   | Северная Македония |
| 3 балла   | Греция             |
| 2 балла   | Польша             |
| 1 балл    | Нидерланды         |